# Acacia puberula
Acacia puberula é uma espécie de leguminosa do gênero Acacia, pertencente à família Fabaceae.